# Junagadh (distrikt)
Jūnāgadh är ett distrikt i Indien.   Det ligger i delstaten Gujarat, i den västra delen av landet, 1 100 km sydväst om huvudstaden New Delhi. Antalet invånare är 2 743 082. Arean är 8 846 kvadratkilometer. Jūnāgadh gränsar till Porbandar, Rajkot, Amreli och கிர்சோம்நாத் மாவட்டம்.
Terrängen i Jūnāgadh är platt åt sydväst, men åt nordost är den kuperad.
Följande samhällen finns i Jūnāgadh:
- Jūnāgadh
- Veraval
- Keshod
- Māngrol
- Una
- Mānāvadar
- Vīsāvadar
- Mendarda
- Bāntva
- Bilkha
- Delvāda